# Qué pretendes
«Qué pretendes» es una canción del cantante colombiano J Balvin y el cantante puertorriqueño Bad Bunny. Se lanzó el 28 de junio de 2019 como el primer sencillo de su álbum colaborativo Oasis.

## Antecedentes y composición
Se lanzó el 28 de junio de 2019 como el primer sencillo de su álbum colaborativo Oasis. «Qué pretendes» aborda en gira a un ex que sigue regresando.

## Vídeo musical
El video fue lanzado junto con la canción el 28 de junio a través del canal de YouTube de J Balvin. Superó los tres millones de visitas en YouTube en menos de 24 horas.

## Rendimiento comercial
Al igual que el resto de las canciones de Oasis, «Qué pretendes» logró aparecer en la lista Billboard Hot Latin Songs, llegando al número dos. Fue el primer sencillo en aparecer en el Billboard Hot 100 del álbum, llegando al número 65.

## Presentaciones en vivo
«Qué pretendes» se presentó en vivo en los MTV Video Music Awards 2019 el 26 de agosto de 2019.

## Posicionamiento en listas
| Listas (2019)                          | Mejor posición |
| -------------------------------------- | -------------- |
| Argentina (Argentina Hot 100)          | 24             |
| Colombia (National-Report)             | 1              |
| Colombia (Monitor Latino)              | 1              |
| España (PROMUSICAE)                    | 65             |
| Estados Unidos (Billboard Hot 100)     | 2              |
| Estados Unidos (Hot Latin Songs)       | 1              |
| Estados Unidos (Rolling Stone Top 100) | 31             |
| Italia (FIMI)                          | 72             |
| Lituania (AGATA)                       | 52             |
| Nueva Zelanda Hot Singles (RMNZ)       | 35             |
| República Dominicana (Monitor Latino)  | 1              |
| Suecia Heatseeker (Sverigetopplistan)  | 12             |
| Suiza (Schweizer Hitparade)            | 31             |

## Certificaciones
| País (organismo certificador) | Certificación | Unidades certificadas |
| ----------------------------- | ------------- | --------------------- |
| España (PROMUSICAE)           | 2x Platino    | 80 000                |
| Estados Unidos (RIAA)         | Platino       | 60 000                |